# Poppiana dentata
Poppiana dentata är en kräftdjursart som först beskrevs av Randall 1840.  Poppiana dentata ingår i släktet Poppiana och familjen Trichodactylidae. IUCN kategoriserar arten globalt som livskraftig. Inga underarter finns listade i Catalogue of Life.